# Dominique Fortier
Pour les articles homonymes, voir Fortier.
Dominique Fortier, née à Québec en 1972, est une autrice et traductrice québécoise.

## Biographie
Née à Québec en 1972, Dominique Fortier travaille pendant plusieurs années dans le monde de l'édition,. Titulaire d’un doctorat en littérature française de l'Université McGill, elle exerce les métiers de romancière et de traductrice.
Auteure de plusieurs romans, Dominique Fortier publie Du bon usage des étoiles (Alto, 2008), Les larmes de saint Laurent (Alto, 2010), La porte du ciel (Alto, 2011), Au péril de la mer (Alto, 2015), Les villes de papier (Alto, 2018, Grasset, 2020), Les Ombres blanches (Alto, 2022) ainsi que Quand viendra l'aube (Alto, 2022),,,.
À partir des années 2000, elle signe plusieurs traductions, notamment aux Éditions du Boréal et aux éditions Alto. Elle traduit notamment Une maison dans les nuages, version française d'une œuvre de Margaret Laurence, ainsi que plusieurs ouvrages de la romancière Heather O'Neill, dont La Vie rêvée des grille-pain ainsi que La capitale des rêves,,. Sa traduction de N'ayons pas peur du ciel, de l'autrice Emma Hooper, est finaliste au Prix littéraire du Gouverneur Général de 2023.
Dominique Fortier est la première auteure québécoise récipiendaire du prestigieux prix Renaudot de l'essai en 2020 (Les Villes de papier, Alto, 2018). Elle remporte également le Prix du gouverneur général en 2016 (Au péril de la mer, Alto, 2015). Elle est aussi récipiendaire du Prix Gens de mer du Festival Étonnants voyageurs en 2011 (Du bon usage des étoiles, Alto, 2008).
Son ouvrage Les villes de papier a été traduit dans une dizaine de langues et est vendu dans une douzaine de pays, tels que l’Allemagne, la Corée, la Chine, l’Espagne et la Suède,,.
À propos de ses œuvres, Hugues Corriveau mentionne dans Lettres québécoises : « Toujours admirablement écrits, dans une langue d’un classicisme soigné, ses livres emportent l’adhésion du lecteur, tendent les voiles vers l'inattendu. »
Depuis 2023, elle siège sur le Conseil littéraire de la Fondation Prince Pierre de Monaco, où elle succède à l'écrivaine Marie-Claire Blais.

## Œuvres

### Romans et essais
- Du bon usage des étoiles, Québec, Alto, 2008, 344 p.  (ISBN 978-2-923550-15-2) ; rééd. Paris, La Table Ronde, 2011, n.p.  (ISBN 9782710368342) ; rééd. Paris, Éditions Phébus, 2013, 308 p.  (ISBN 9782752908827)
- Les Larmes de saint Laurent, Québec, Alto, 2010, 332 p.  (ISBN 9782923550336)
- La Porte du ciel, Québec, Alto, 2011, 286 p.  (ISBN 9782923550824, 9782923550947 et 9782896940073)
- Au péril de la mer, Québec, Alto, 2015, 171 p.  (ISBN 9782896942251, 9782896942275 et 9782896942268) ; rééd. Paris, Pocket, 2021, 180 p.  (ISBN 9782365694650)
- Les Villes de papier, Québec, Alto, 2018, 187 p.  (ISBN 9782896943906, 9782896943920 et 9782896943913) ; rééd. Paris, Grasset, 2020, 205 p.  (ISBN 9782246819875) ; rééd. Paris, Le Livre de poche, 2022, 192 p.  (ISBN 9782253104582)
- Les Ombres blanches, Québec, Alto, 2022, 248 p.  (ISBN 978-2-89694-518-4) ; rééd. Paris, Grasset, 2023, 256 p.  (ISBN 2246832551)
- Quand viendra l'aube, Québec, Alto, 2022, 104 p.  (ISBN 9782896946037) ; rééd. Paris, Grasset, 2025, 112 p. (EAN 9782246835707)
- La part de l’océan, Québec, Alto, 2024, 328 p.  (ISBN 9782896946648)

### Poésie
- Notre-Dame de tous les peut-être, Montréal, éditions du Passage, 2024, 92 p.  (ISBN 9782925091288)

### Littérature jeunesse
- Violette et Fenouil, avec Zoé Lalonde et Amélie Dubois, Montréal, La Bagnole, 2020, 36 p.  (ISBN 9782897143831)
- Une histoire dans une bouteille, avec Steve Adams, La Bagnole, 2023, 32 p.  (ISBN 9782897145965)

### Collaborations
- Pour mémoire - (Petits miracles et cailloux blancs), avec Rafaële Germain, Québec, Alto, 2019, 176 p.  (ISBN 9782896944248)
- Révolutions, avec Nicolas Dickner, Québec, Alto, 2021, 468 p.  (ISBN 9782896945436)

### Traductions
- La Loi des grands nombres, nouvelles, Judith Cowan, traduction de l'anglais de Dominique Fortier, Montréal, Éditions Boréal, 2003, 281 p.  (ISBN 2-7646-0249-9)
- Open, nouvelles, Lisa Moore, traduction de l'anglais de Dominique Fortier, Montréal, Éditions Boréal, 2004, 283 p.  (ISBN 2-7646-0297-9)
- Les Chambres nuptiales, nouvelles, Lisa Moore, traduction de l'anglais de Dominique Fortier, Montréal, Éditions Boréal, 2005, 195 p.  (ISBN 2-7646-0357-6)
- Parlez-vous boro ? : voyage aux pays des langues menacées, Mark Abley, traduction de l'anglais de Dominique Fortier, Montréal, Éditions Boréal, 2005, 388 p.  (ISBN 2764603991)
- L'Arbre : une vie, David Suzuki, Wayne Grady, traduction de l'anglais de Dominique Fortier, Montréal, Éditions Boréal, 2005, 257 p.  (ISBN 2-7646-0406-8)
- Alligator, roman, Lisa Moore, traduction de l'anglais de Dominique Fortier, Montréal, Éditions Boréal, 2006, 305 p.  (ISBN 978-2-7646-0476-2 et 2-7646-0476-9)
- Un dîner en fuite, Allan Ahlberg et Bruce Ingman, traduction de Dominique Fortier, Montréal, La Courte échelle, 2007, 40 p.  (ISBN 978-2-89021-928-1 et 978-2-89021-927-4)
- Un certain sens du ridicule, essai, Mordecai Richler, traduction de l'anglais de Dominique Fortier, Montréal, Éditions Boréal, 2007, 286 p.  (ISBN 978-2-7646-0532-5)
- Pour le meilleur et pour le pire, Alex Shearer, traduction de l'anglais de Dominique Fortier, Montréal, La Courte échelle, 2008, 342 p.  (ISBN 978-2-89021-968-7)
- L'Ombre de Malabron, Thomas Wharton, traduction de l'anglais de Dominique Fortier, Montréal, Éditions du Trécarré, 2008, 502 p.  (ISBN 978-2-89568-399-5)
- Anne – avant la maison aux pignons verts, Budge Wilson, traduction de l'anglais de Dominique Fortier, Montréal, Éditions du Trécarré, 2008, 605 p.  (ISBN 978-2-89568-439-8)
- Février, roman, Lisa Moore, traduction de l'anglais de Dominique Fortier, Longueuil, Institut Nazareth et Louis-Braille, 2010, 619 p.  (ISBN 9782764620052)
- Le Tombeau d'hiver, Anne Michaels, traduction de l'anglais de Dominique Fortier, Québec, Alto, 2010, 427 p.  (ISBN 978-2-923550-29-9)
- Le Soldat de verre, Steven Galloway, traduction de l'anglais de Dominique Fortier, Québec, Alto, 2010, 413 p.  (ISBN 978-2-923550-32-9)
- La Chambre de l'évêque, roman, Linden MacIntyre, traduction de l'anglais de Dominique Fortier, Montréal, Libre expression, 2011, 395 p.  (ISBN 9782764807231)
- Une maison dans les nuages, Margaret Laurence, traduction de l'anglais de Dominique Fortier, Québec, Alto, 2012, 374 p.  (ISBN 9782923550893, 9782896940288 et 9782896940660)
- Carnaval, Rawi Hage, traduction de l'anglais de Dominique Fortier, Québec, Alto, 2013, 375 p.  (ISBN 9782896941551)
- Encyclopédie du monde visible, Diane Schoemperlen, traduction de l'anglais de Dominique Fortier, Québec, Alto, 2013, 278 p.  (ISBN 9782896941070, 9782896941094 et 9782896941087)
- Remèdes pour la faim, Deni Y. Béchard, traduction de l'anglais de Dominique Fortier, Québec, Alto, 2013, 580 p.  (ISBN 9782896940929)
- Entre fleuve et rivière : correspondance entre Gabrielle Roy et Margaret Laurence, sous la direction de Paul Socken, traduction de l'anglais de Dominique Fortier et Sophie Voillot, Manitoba, Éditions des plaines, 2013, 138 p.  (ISBN 9782896112494)
- Révolutions, en collaboration avec Nicolas Dickner, Québec, Alto, 2014, 424 p.  (ISBN 9782896941957, 9782896941971 et 9782896941964)
- La Servante aux corneilles, Dan Vyleta, traduction de l'anglais de Dominique Fortier, Québec, Alto, 2015, 701 p.  (ISBN 9782896942053)
- Fenêtres sur la nuit, Dan Vyleta, traduction de l'anglais de Dominique Fortier, Québec, Alto, 2015, 587 p.  (ISBN 9782896942022, 9782896942046 et 9782896942039)
- Dans l'œil du soleil, Deni Ellis Béchard, traduction de l'anglais de Dominique Fortier, Québec, Alto, 2016, 543 p.  (ISBN 9782896942473, 9782896942497 et 9782896942480)
- La Vie rêvée des grille-pain, Heather O'Neill, traduction de l'anglais de Dominique Fortier, Québec, Alto, 2017, 395 p.  (ISBN 9782896943005, 9782896943029 et 9782896943012)
- La Famille Winter, Clifford Jackman, traduction de l'anglais de Dominique Fortier, Québec, Alto, 2017, 401 p.  (ISBN 9782896942619, 9782896942633 et 9782896942626)
- Les Enfants de cœur, roman, Heather O'Neill, traduction de l'anglais de Dominique Fortier, Paris, Les Éditions du Seuil, 2018, 475 p.  (ISBN 9782021363456)
- Mademoiselle Samedi soir, Heather O'Neill, traduction de l'anglais de Dominique Fortier, Québec, Alto, 2019, 481 p.  (ISBN 9782896943036)
- Blanc, Deni Ellis Béchard, traduction de l'anglais de Dominique Fortier, Québec, Alto, 2019, 314 p.  (ISBN 9782896944057)
- La Vie rêvée des grille-pain, Heather O'Neill, traduction de l'anglais de Dominique Fortier, Québec, Alto, 2019, 224 p.  (ISBN 9782896944460)
- Pour mémoire : petits miracles et cailloux blancs, en collaboration avec Rafaële Germain, Québec, Alto, 2019, 171 p.  (ISBN 9782896944255, 9782896944248 et 2896944249)
- La Ballade de Baby : berceuse pour enfants perdus ; suivi de, Sagesse de l'absurde, Heather O'Neill, traduction de l'anglais de Dominique Fortier, Québec, Alto, 2020, 482 p.  (ISBN 9782896944125, 9782896944118 et 9782896944101)
- Une chanson venue de loin, Deni Ellis Béchard, traduction de l'anglais de Dominique Fortier, Montréal, Éditions XYZ, 2020, 315 p.  (ISBN 9782897722654)
- Mademoiselle Samedi soir, Heather O'Neill, traduction de l'anglais de Dominique Fortier, Québec, Alto, 2020, 508 p.  (ISBN 9782896944958)
- Hôtel Lonely Hearts, Heather O'Neill, traduction de l'anglais de Dominique Fortier, Québec, Alto, 2020, 541 p.  (ISBN 9782896944521)
- Pierre Lapin, Beatrix Potter, traduction et adaptation de Dominique Fortier, Varennes, le Lièvre de Mars, 2020, n.p.  (ISBN 9782981672957)
- Tu redeviendras poussière, Heather O'Neill, traduction de l'anglais de Dominique Fortier, Québec, Alto, 2021, 38 p.  (ISBN 9782896945344)
- Perdre la tête, Heather O'Neill, traduction de l'anglais de Dominique Fortier, Québec, Alto, 2022, 504 p.  (ISBN 9782896945474)
- N'ayons pas peur du ciel, Emma Hooper, traduction de l'anglais de Dominique Fortier, Québec, Alto, 2023, n.p.  (ISBN 9782896946068)[18]
- Étreintes, Anne Michaels, traduction de l’anglais de Dominique Fortier, Québec, Alto, 2024, 212 p.  (ISBN 9782896946518)
- Le tombeau d’hiver, Anne Michaels, traduction de l’anglais de Dominique Fortier, Québec, Alto, 2024, 404 p.  (ISBN 9782896946686)
- La Capitale des rêves, Heather O'Neill, traduction de l'anglais de Dominique Fortier, Québec, Alto, 2025, 400 p.  (ISBN 9782896946808)

## Prix et honneurs
- 2006 : Finaliste : Prix littéraires du Gouverneur général, volet traduction de l'anglais au français, pour Parlez-vous boro ?[19]
- 2006 : Finaliste : Prix littéraires du Gouverneur général, volet traduction de l'anglais au français, pour L'arbre, une vie[19],[20]
- 2009 : Finaliste : Prix littéraires du Gouverneur général, pour Du bon usage des étoiles[19]
- 2009 : Finaliste : Prix des libraires du Québec, pour Du bon usage des étoiles[21]
- 2009 : Finaliste : Grand prix littéraire Archambault, pour Du bon usage des étoiles[22]
- 2009 : Finaliste : Prix Senghor du premier roman francophone, pour Du bon usage des étoiles[9]
- 2011 : Récipiendaire : Prix Gens de mer du Festival Étonnants voyageurs, pour Du bon usage des étoiles[14]
- 2011 : Finaliste : Prix littéraire des collégiens, pour Les Larmes de saint Laurent[23]
- 2012 : Finaliste : Prix littéraire du Gouverneur général, catégorie traduction de l'anglais au français, pour Une maison dans les nuages[19]
- 2016 : Récipiendaire : Prix du Gouverneur général, catégorie romans et nouvelles de langue française, pour Au péril de la mer[24],[25].
- 2018 : Récipiendaire : Prix de traduction de la fondation Cole, pour Hôtel Lonely Hearts[26]
- 2019 : Finaliste : Prix littéraire des collégiens, pour Les villes de papier[27]
- 2019 : Récipiendaire : Prix littéraire des lycéens AIEQ, pour Les villes de papier[28]
- 2020 : Récipiendaire : Prix Renaudot de l'essai, pour Les villes de papier[29]
- 2020 : Finaliste : Prix littéraire français Femina, pour Les villes de papier[30]
- 2020 : Finaliste : Prix Hennessy du livre, pour Les villes de papier[31]
- 2021 : Finaliste Prix du Gouverneur général : traduction de l'anglais vers le français[32] pour sa traduction de Lullabies for Little Criminals et Wisdom in Nonsense, de Heather OʼNeill, traduit sous le titre La Ballade de Baby, suivi de Sagesse de l'absurde
- 2022 : Finaliste : Prix du Gouverneur général, catégorie romans et nouvelles de langue française, pour Les ombres blanches[33]
- 2022 : 1re sélection : Prix Cazes, pour Les ombres blanches[34]
- 2022 : Finaliste : Prix Prince-de-Monaco pour l'ensemble de son oeuvre[35]
- 2023 : Liste préliminaire : Prix des libraires du Québec, pour Les ombres blanches[36]
- 2023 : Liste préliminaire : Prix des libraires du Québec, pour Perdre la tête, sa traduction de When We Lost Our Heads, de Heather O'Neil[36]
- 2023 : Finaliste : Prix Ringuet, pour Les ombres blanches[37]
- 2023 : Récipiendaire : Prix Malesherbes, le Libraire du roi, pour Les ombres blanches[38]
- 2023 : Finaliste : Prix du Gouverneur général : traduction de l'anglais vers le français, pour la traduction de We Should Not be Afraid Of The Sky[39]
- 2025 : Finaliste : Prix Carol Shileds pour la fiction avec sa traductrice, Rhonda Mullins pour Pale Shadows